# Mejove, Nîjnohirskîi
Mejove (în ucraineană Межове) este un sat în comuna Zorkine din raionul Nîjnohirskîi, Republica Autonomă Crimeea, Ucraina.

## Demografie
Componența lingvistică a localității Mejove
     Rusă (47,34%)
     Tătară crimeeană (40,58%)
     Ucraineană (12,08%)
Conform recensământului din 2001, nu exista o limbă vorbită de majoritatea populației, aceasta fiind compusă din vorbitori de rusă (47,34%), tătară crimeeană (40,58%) și ucraineană (12,08%).